# Lysianopsis tieke
Lysianopsis tieke is een vlokreeftensoort uit de familie van de Lysianassidae. De wetenschappelijke naam van de soort is voor het eerst geldig gepubliceerd in 1983 door Lowry & Stoddart.